# ۱۰۴۴ (خورشیدی)
۱۰۴۴ هزار و چهل و چهارمین سال هجری خورشیدی است.